# San Andrés Azumiatla
San Andrés Azumiatla är en ort i Mexiko.   Den ligger i kommunen Puebla och delstaten Puebla, i den sydöstra delen av landet, 110 km sydost om huvudstaden Mexico City. San Andrés Azumiatla ligger 2 142 meter över havet och antalet invånare är 8 509.
Terrängen runt San Andrés Azumiatla är kuperad åt sydväst, men åt nordost är den platt. Runt San Andrés Azumiatla är det mycket glesbefolkat, med 4 invånare per kvadratkilometer. Närmaste större samhälle är Puebla de Zaragoza, 15,7 km norr om San Andrés Azumiatla. I omgivningarna runt San Andrés Azumiatla växer huvudsakligen savannskog.